# Фестивал Рог Баната
Фестивал Рог Баната је фестивал међународног карактера, традиционалних инструмената и традиционалне музике, који се одржава у граду Зрењанину од 2018.године.

## О фестивалу
Фестивал је настао у организацији Удружења грађана “Банатске Гајде” под покровитељством Града Зрењанина и установе Народни музеј Зрењанин. За одабир учесника најважнија је изворност у музицирању,ношњи и интерпретацији. Фестивал пружа и радионице студентима етномузикологије, а посетиоцима нуди бесплатан улаз. 